# Elijah Snow
Elijah Snow è un personaggio dei fumetti creato da Warren Ellis e John Cassaday nel 1999, pubblicato dalla WildStorm - DC Comics sulle pagine della serie Planetary.
È un metaumano con la capacità di abbassare la temperatura attorno a lui sotto lo zero. Nato il 1º gennaio 1900, è virtualmente immortale (è infatti uno dei Century Babies personaggi nati agli inizi dello scorso secolo che hanno il compito di proteggere la Terra. Tra questi ricordiamo anche Jenny Sparks e Axel Brass).
Ha creato l'organizzazione The Planetary di "Archeologia dell'Impossibile" cercando la storia segreta del mondo. È conosciuto anche come il "quarto uomo".
Elijah è stato privato della memoria per decenni dalla squadra chiamata "i Quattro", un gruppo di metaumani che manipola il corso della storia di questo e altri mondi del bleed da quasi cinquant'anni. Snow, diventato oramai pericoloso, è stato rapito e sottoposto a blocchi mentali per impedirgli sia di ricordare che di interferire di nuovo con i progetti dei Quattro. Lo scopo di Snow all'epoca del rapimento (ed anche attuale) dopo aver visto di quali atrocità siano responsabili i 4 uomini e la totale distruzione di questi individui.
Il team Planetary è parte integrante del Wildstorm Universe.